# Nassau Village-Ratliff
Nassau Village-Ratliff statisztikai település az USA Florida államában, Nassau megyében. Lakosainak száma 5561 fő (2020. április 1.).

## Népesség
A település népességének változása:

| 2010 | 5 337 |
| 2020 | 5 561 |